# BHLHA15
BHLHA15 (англ. Basic helix-loop-helix family member a15) – білок, який кодується однойменним геном, розташованим у людей на короткому плечі 7-ї хромосоми. Довжина поліпептидного ланцюга білка становить 189 амінокислот, а молекулярна маса — 20 818.
| 10         |  | 20         |  | 30         |  | 40         |  | 50         |
| ---------- |  | ---------- |  | ---------- |  | ---------- |  | ---------- |
| MKTKNRPPRR |  | RAPVQDTEAT |  | PGEGTPDGSL |  | PNPGPEPAKG |  | LRSRPARAAA |
| RAPGEGRRRR |  | PGPSGPGGRR |  | DSSIQRRLES |  | NERERQRMHK |  | LNNAFQALRE |
| VIPHVRADKK |  | LSKIETLTLA |  | KNYIKSLTAT |  | ILTMSSSRLP |  | GLEGPGPKLY |
| QHYQQQQQVA |  | GGALGATEAQ |  | PQGHLQRYST |  | QIHSFREGT  |  |            |

A: Аланін

D: Аспарагінова кислота

E: Глутамінова кислота

F: Фенілаланін

G: Гліцин

H: Гістидин

I: Ізолейцин

K: Лізин

L: Лейцин

M: Метіонін

N: Аспарагін

P: Пролін

Q: Глутамін

R: Аргінін

S: Серин

T: Треонін

V: Валін

Кодований геном білок за функціями належить до репресорів, фосфопротеїнів. 
Задіяний у таких біологічних процесах, як транскрипція, регуляція транскрипції. 
Білок має сайт для зв'язування з ДНК. 
Локалізований у ядрі.